# Gong Peng
Gong Peng (10 de octubre de 1914 - 20 de septiembre de 1970), nacida Gong Cisheng y también conocida como Gong Weihang, fue una portavoz del Partido Comunista Chino durante la guerra. Después de 1949 fue funcionaria del Ministerio de Asuntos Exteriores de la República Popular China, y fue jefa de la Oficina de Información, la primera mujer en dirigir un departamento.

## Familia
La madre de Gong Peng era Xu Wen (徐文). Su padre, Gong Zhenzhou (龔鎭洲; 1882-1942), cuyo hogar ancestral estaba en Changfeng, Hefei, Anhui, fue un colega revolucionario de Sun Yat-sen, fue políticamente activo en Anhui tras la Revolución de 1911, compañero de clase de Chiang Kai-shek en la Academia Militar de Baoding y líder militar en el Gobierno Militar de Cantón en 1917. Gong Peng y sus hermanas nacieron en Yokohama (Japón), adonde su padre había ido para ponerse a salvo de los enemigos políticos de China. Su nombre de nacimiento, "Cisheng", significaba "Compasión por todos los seres vivos". Era la segunda de tres hijas. Su hermana mayor era Gong Pusheng (龔普生), que también fue activista en la década de 1930 y se afilió al Partido Comunista en 1939. Después de 1949, fue secretaria de Tratados Internacionales y Derecho del Ministerio de Asuntos Exteriores y primera embajadora en Irlanda. La hermana menor fue Xu Wanqiu (徐畹球).
Cuando Gong Zhenzhou murió en 1942, los líderes del Partido Comunista Zhou Enlai y Dong Biwu enviaron mensajes de condolencia, y Chiang Kai-shek envió una elegíaca copla.
El primer marido de Gong Peng fue Liu Wenhua (劉文華), asesinado en 1942. Su segundo marido, Qiao Guanhua, con quien se casó en 1943, era un importante diplomático y uno de los ayudantes de confianza de Zhou Enlai.

## Educación e ingreso en el Partido Comunista Chino
Gong Zhenzhou proporcionó a sus hijas una buena educación a pesar de la falta de dinero de la familia. Tras graduarse en el St. Mary's Hall de Shanghái, Gong Peng y Gong Pusheng estudiaron en la Universidad de Yenching, una destacada universidad cristiana.
Las dos hermanas participaron activamente en el Movimiento Antijaponés del 9 de Diciembre de 1935, que tuvo su centro en Yenching. En aquella época ninguna de las dos era comunista, procedían de hogares cristianos y trabajaban en la YWCA. Para romper el bloqueo informativo sobre la agitación estudiantil impuesto por el Gobierno nacionalista, Gong Pusheng, en su calidad de vicepresidenta de la Unión de Estudiantes de la Universidad de Yenching, y Gong Peng, también líder estudiantil, celebraron una rueda de prensa en el campus informando a los periodistas extranjeros sobre el movimiento. Entre los presentes se encontraba el periodista estadounidense Edgar Snow.Snow y su esposa, Nym Wales, animaron y apoyaron a los estudiantes, que a menudo se reunían en su casa, y se hicieron especialmente amigos de las hermanas Gong. Cuando Snow regresó de su visita secreta al cuartel general de Mao Zedong en Shaanxi, un amigo compartió con Gong el manuscrito de su Estrella Roja sobre China, y ella vio a Mao por primera vez en los cortometrajes que rodó Snow.
En 1936, Gong se afilió al Partido Comunista Chino y en 1937 se licenció en Historia. Tras el incidente del puente Marco Polo, al estallar la guerra, Gong se trasladó a Shanghái, donde enseñó en la escuela Santa María de noviembre de 1937 a marzo de 1938.

## La voz del Partido Comunista en tiempos de guerra
En otoño de 1938, Gong se unió al éxodo de jóvenes progresistas a Yan'an, la recién establecida capital de Mao Zedong en tiempos de guerra. Se convirtió en una de las primeras estudiantes del Instituto de Marxismo-Leninismo de Yan'an. En un encuentro fortuito con Mao, le contó que en Yenching había cambiado su nombre de "Gong Cisheng" a "Gong Weihang", que significa "Gong 'Sostén el viaje'", y que cuando llegó a Yan'an volvió a cambiarlo, esta vez a "Gong Peng", en honor al organizador campesino y mártir de los primeros comunistas chinos Peng Pai. Mao aprobó. (Peng Pai también había sido cristiano durante un tiempo).Asistía a las conferencias de Mao y se convertía en su traductora cuando saludaba a invitados de habla inglesa. Fue asignada a la edición del Diario Xinhua de China del Norte y llegó a conocer al subcomandante del Decimoctavo Ejército, Peng Dehuai. De octubre de 1938 a octubre de 1940, Gong fue secretaria del cuartel general del Décimo Octavo Ejército Revolucionario Nacional. En 1938, se enamoró de Liu Wenhua y se casó con él.
En 1939, en respuesta a la directiva de Mao de dar aún más importancia a la propaganda exterior, el Partido formó un Pequeño Grupo de Asuntos Exteriores, entre cuyos miembros estaban Wang Bingnan, Chen Jiakang y Gong Peng, grupo que permaneció unido y formó el núcleo del Ministerio de Asuntos Exteriores una década más tarde. Los dirigentes del Partido esperaban de ellos que les informaran de los acontecimientos mundiales y cultivaran buenas relaciones con periodistas, diplomáticos y militares extranjeros.Gong fue trasladada al Octavo Ejército de Ruta en Chongqing, destino que duró de diciembre de 1940 a octubre de 1946. Fue periodista del Diario Xinhua y secretaria de la Delegación del PCCh en Chongqing, que dirigía Zhou Enlai. Mientras tanto, en junio de 1942, Liu Wenhua fue asesinado cuando regresaba del cuartel general del Octavo Ejército de Ruta en Jinzhong. A finales del otoño de 1943, por sugerencia de Zhou, Gong y Qiao Guanhua se casaron. Mao Zedong elogió a los recién casados por "liderar la revolución matrimonial a miles de kilómetros". En julio de 1944, ella dio a luz a su primer hijo, que más tarde fue viceministro del Ministerio de Asuntos Exteriores de la República Popular China. Durante las negociaciones con los nacionalistas, que incluían a diplomáticos estadounidenses que no hablaban chino, Gong estuvo al lado de Mao. Gong también se reunió con intelectuales de Chongqing, algunos de los cuales introdujo en el PCCh, como el arquitecto Liang Sicheng.Gong Pusheng presentó a K. H. Ting, a quien había conocido en el departamento de estudiantes de la YMCA, a una de sus compañeras de Yenching, que se convirtió en su esposa.
Zhou Enlai y Gong prestaron especial atención a los diplomáticos y periodistas estadounidenses. Un observador recordó más tarde que los comunistas de Chongqing eran "todavía un grupo aislado de desvalidos sin ningún sentimiento de amenaza". El corresponsal de la revista Time, Theodore White, calificó a Gong de "la mujer china más bella que he conocido", y el historiador John K. Fairbank, entonces oficial de la O.S.S. en tiempos de guerra, escribió a su esposa que Gong era la "designada oficial para el contacto con los bárbaros", con un "efecto domador sobre todos los que conozco", mencionando en particular a Brooks Atkinson, del New York Times, y a Joseph Alsop, ayudante de Claire Chennault. El periodista Eric Sevareid opinaba que Gong era menos un objeto de deseo sexual que una especie de belleza inalcanzable, que inspiraba una devoción cortesana. Escribió que "más de un corresponsal extranjero y diplomático creyó estar enamorado de ella, pero era demasiado parecido a enamorarse de Juana de Arco". La prensa extranjera y los diplomáticos organizaron que Gong Peng visitara a un médico de la marina estadounidense cuando enfermó de disentería y planearon protestar si la policía secreta nacionalista la detenía. Cuando un ladrón entró por la ventana de su apartamento y robó todo el vestuario de Qiao y Gong Peng, John Fairbank le prestó a Qiao uno de sus trajes a medida. Después de 1949, sin embargo, cuando se cruzaba con conocidos extranjeros, evitaba el contacto o los reprendía.
El funcionario del Servicio Exterior estadounidense John S. Service fue acusado posteriormente de mantener una relación sexual con Gong, sin pruebas ni indicios.
Después de la guerra, una periodista estadounidense llevó al hijo pequeño de Gong a su familia en Shanghai. Gong se fue a Hong Kong, donde permaneció desde octubre de 1946 hasta agosto de 1949. Comenzó a criticar públicamente a Estados Unidos, acusando al país de avanzar hacia el fascismo. Editó el China Digest en inglés (中国文摘 Zhongguo wen zhai), semanario del Partido, bajo el seudónimo de Djoong Wai-Lo (鍾威洛), y fue miembro de la rama hongkonesa de varias oficinas. Fue responsable de la fundación del semanario Xinhua de Hong Kong, órgano semioficial de noticias.

## Carrera después de 1949
Cuando se creó la República Popular China en 1949, Gong Peng ingresó en el Servicio Exterior, con Zhou Enlai como ministro de Asuntos Exteriores. Fue jefa del Departamento de Información, la primera mujer en ocupar ese cargo, y continuó en él hasta que fue nombrada ministra adjunta en 1964.Como Mao Zedong exigía el control de todas las decisiones relativas a los asuntos exteriores, incluso de los detalles más pequeños, Zhou mantuvo en Pekín a los diplomáticos veteranos con más experiencia y no nombró embajadores a veteranos de los tiempos de Yan'an o Chongqing. Zhou confió a estos altos ayudantes misiones críticas y dirigió el Ministerio de Asuntos Exteriores con sólo un pequeño personal central.
Gong también sirvió como secretaria privada de Zhou y, en ocasiones, actuó como enlace con sus antiguos colegas cristianos en la construcción del Movimiento Patriótico de las Tres Autonomías, que organizó a los cristianos en un grupo sancionado por el gobierno. Por ejemplo, a sugerencia de Zhou, organizó una cena en su casa de Zhongnanhai con el obispo K. H. Ting, con quien había trabajado en la década de 1930. Entre sus amigas de toda la vida estaba Han Suyin, una compañera de clase de Yenching que se convirtió en autora de best-sellers y simpatizaba con la revolución china.
En la Conferencia de Ginebra de 1954, Gong y Huang Hua, otro graduado de la Universidad de Yenching, celebraron varias conferencias de prensa., pero se opuso a que un fotógrafo la retratara encendiendo un cigarrillo. Se recluyó en su hotel y un periodista la describió como "una mujer melancólica, de rostro grave, con un vestido azul vaporoso". En 1955 organizó una gira de corresponsales extranjeros para investigar y realizar entrevistas en Tíbet. Ayudó a producir una película, "中印边界问题真相" (La cuestión de la frontera sino-india: la verdad), que ganó el Premio Cien Flores al Mejor Documental Largo. Según Qiao Songdu, hija de Gong, ésta llevó una vida sencilla durante su carrera diplomática, y sólo se ponía el cheongsam en ocasiones formales.
El Ministerio de Asuntos Exteriores fue objetivo de los ultraizquierdistas durante la Revolución Cultural. Grupos de estudiantes de la Guardia Roja saquearon la casa de Gong, y muchos de sus colegas del Ministerio de Exteriores fueron presionados o enviados a campos de trabajo. Gong estaba agotada por el exceso de trabajo, lo que le provocó hipertensión. El 20 de septiembre de 1970 murió de una hemorragia cerebral en Pekín a la edad de 55 años.49 años después, Hua Chunying se convirtió en la segunda mujer directora general del Departamento de Información tras Gong Peng.

## Referencia bibliográfica
- Bernstein, Richard (2015). China 1945: Mao's Revolution and America's Fateful Choice. New York: Alfred A. Knopf. ISBN 9780307595881. «Gong Peng.»
- Lee, Lily Xiao Hong (2003). «Gong Peng».  En Lily Xiao Hong Lee, ed. 中國婦女傳記詞典: The Twentieth Century, 1912-2000. M.E. Sharpe. pp. 178-179. ISBN 978-0-7656-0798-0.
- Liu, Xiaohong (2001). Chinese Ambassadors: The Rise of Diplomatic Professionalism since 1949. Seattle: University of Washington Press. ISBN 0295980281.
- "Jiechu di nuwaijiaoguan Qiao Guanhua zhi nu huiyi muqin Gong Peng; The outstanding diplomat Qiao Guanhua's daughter recalls her mother, Gong Peng